# Nanostictis
Nanostictis är ett släkte av lavar som beskrevs av Mogens Skytte Christiansen. Nanostictis ingår i familjen Stictidaceae, ordningen Ostropales, klassen Lecanoromycetes, divisionen sporsäcksvampar och riket svampar.
Släktet innehåller bara arten Nanostictis peltigerae.